# Kydippe
Kydippe var en drottning av ön Rhodos i grekisk mytologi. Hon var dotter till kung Okhimos och drottning Hegetoria av Rhodos.
Det finns två versioner om Kydippes giftermål med sin farbror Kerakfos. Enligt den ena så gifte hon sig med sin farbror som sedan övertog tronen på ön Rhodes efter sin brors död. Dn andra versionen säger att Okhimos lovat bort sin dotter till Okridion, men att Kerakfos kidnappade henne och inte återvände till ön förrän brodern var gammal och han ärvde den efter honom.